# Polarizare (unde)
Polarizarea unei unde, inclusiv a undelor electromagnetice și de lumină, se manifestă atunci când unda dispune de anumite direcții (planuri) favorizate în care au loc vibrațiile (ondulațiile).

## Descriere
O undă (sau rază, fasciculă) de lumină naturală, venită de la Soare, nu este polarizată. Vibrațiile au loc pe toate direcțiile perpendiculare pe direcția deplasării razei, și anume la fel de intens, fără a favoriza vreuna din ele. Privită exact central de-a lungul direcției (axei) propagării, vibrațiile sunt distribuite uniform în jurul axei, și ca înclinare, și ca intensitate, astfel că punctele de maxim formează în jurul axei un cerc, mai exact un cilindru cu secțiunea un cerc („înfășurătoare”), cu diametrul determinat de amplitudinea vibrațiilor (deci infim, dar nu zero).
Lumina este polarizată atunci când vibrațiile de pe o anumită direcție (perpendiculară pe direcția propagării) sunt mai intense decât cele de pe celelalte direcții. Lumina polarizată se întâlnește rar în natură, dar poate fi creată cu aparate speciale. La lumina polarizată este vorba de un cilindru al vibrațiilor cu secțiunea eliptică, deci de o elipsă, mai mult sau mai puțin alungită (turtită). Dacă turtirea este maximă atunci cilindrul se transformă într-un singur plan de vibrație, care trece prin axa deplasării undei. Polarizarea se numește atunci „totală” (altfel e doar „parțială”).
(În această discuție nu se atinge o altă caracteristică posibilă a razelor/undelor electromagnetice, și anume coerența. Dacă fascicola de lumină e compusă din mai multe culori (lungimi de undă), atunci în cursul propagării undele se încalcă inevitabil unele pe altele. Dacă însă e compusă dintr-o singură lungime de undă, undele individuale pot fi 
- ori cu faze diferite, decalate între ele; această lumină este monocromă dar incoerentă;
- ori în tact sincron, cu aceeași fază, toate atingând maximele lor simultan, iar minimele tot simultan - acesta este numită „lumină coerentă”.)